# Taoufik Salhi
Pour les articles homonymes, voir Salhi.
Taoufik Salhi, né le 21 août 1979, est un footballeur tunisien. Il joue au poste de milieu de terrain.

## Palmarès
- Coupe de la confédération : 2013
- Champion de Tunisie : 2013
- Coupe de Tunisie : 
  - Finaliste : 2003, 2013